# 1168
1168 (MCLXVIII) fue un año bisiesto comenzado en lunes del calendario juliano.

## Acontecimientos
- El príncipe Ricardo de Inglaterra es nombrado duque de Aquitania. Posteriormente llegará a ser el rey Ricardo I de Inglaterra.
- El 22 de diciembre - Temiendo que el viejo El Cairo cayera en manos de los cruzados, el califa ordena que se le prenda fuego a la ciudad. Esta ardió durante 54 días.
- El emperador Takakura asciende al trono de Japón
- El rey Valdemar I de Dinamarca conquista Arkona en la isla de Rügen, la mayor fortaleza y templo pagano del norte de Europa.

### América
- Inicio de la peregrinación de los nahuas desde Aztlan-Chicomoztoc, según el códice Mexicanus; los Anales de Tlatelolco y la Historia de los mexicanos por sus pinturas.

## Nacimientos
- Hugo IX de Lusignan, cruzado (f. 1219)

## Fallecimientos
- 4 de febrero - Teodorico de Alsacia, conde de Flandes (n. 1099)
- 5 de abril - Robert de Beaumont, II conde de Leicester (n. 1104)
- 8 de abril - Goswin II de Heinsberg, conde de Wassemberg y Heinsberg (n. 1108)